# Монеты Евпатора (царя Боспора)

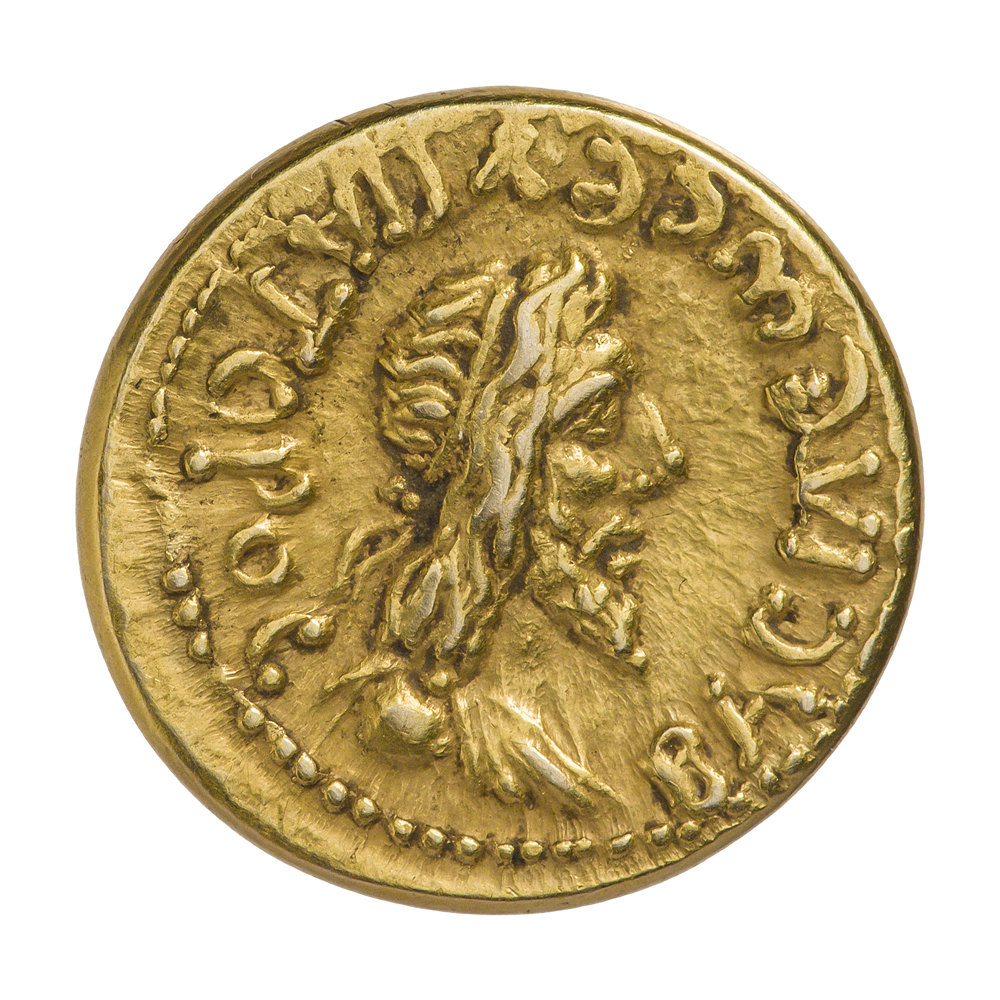
Аверс статера, который чеканился во времена правления Евпатора — царя Боспора

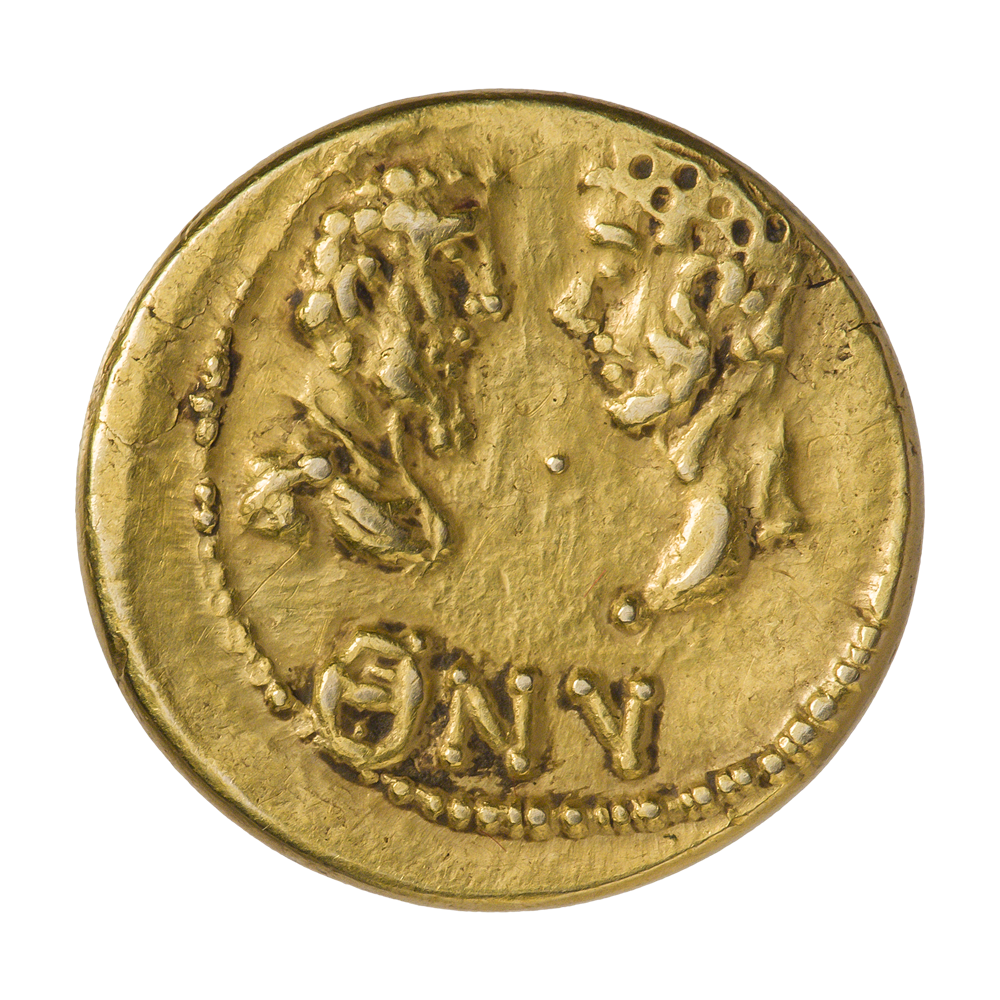
Реверс статера, который чеканился во времена правления Евпатора — царя Боспора

Монеты Евпатора — античные монеты, которые чеканились во времена правления царя Боспора Евпатора (154—170 гг н.э).

## История
В период правления царя Евпатора чеканились монеты — дупондии, они выпускались в большом количестве. Увеличился выпуск статеров, которые чеканились из золота, до 40 штук в год. В то же время увеличение числа чеканки статеров значительно ухудшило их качество. В сплаве стало меньше золота, цвет монеты стал бледнее. Они стали электровыми. У каждой серии статеров, которые чеканились при Евпаторе, был свой дифферент. Это могла быть просто точка, звездочка, наконечник копья или полумесяц.
Вес сестерций значительно уменьшился, монет из меди стало выпускаться меньше. Сестерции чеканились только в самые первые годы правления этого царя и только одного типа.
Вначале правления Евпатора, его серии монет очень напоминали те серии монет, которые чеканились при Котии II. Выпускались золотые статеры и медная монета обоих номиналов. Преобладали дупондии, которые были подобны к дупондиям Котия II. Единственным их отличием была монограмма.
Значительно уменьшился выпуск медных монет маленьких номиналов, сестерции стали выпускаться с заметно пониженным весом. На лицевой стороне сестерции изображалась голова царя и противопоставленная ей голова богини в калафе, или голова императора М. Аврелия. На оборотной стороне — фигура царя на коне, знак М. Н. в венке.
Уменьшение массы золота в монете и увеличение количества выпускаемых золотых монеты началось со 161 г н. э. Это можно объяснить тем, что царь Евпатор сдерживал набеги скифов, «ежегодно присылая им дары».
Монеты, которые чеканились во времена правления Евпатора:
- Статер, электровый. Вес 7,75 г. Диаметр — 20 мм. На аверсе изображен бюст царя Евпатора в повязке вправо, на стороне монеты — точечный ободок. На реверсе монеты — голова императора Антонина Пия в венке вправо, точечный ободок. Датируется 154 г н. э.[5].
- Статер, электровый. Вес 7,75 г. Диаметр — 20 мм. На аверсе монеты изображен бюст царя Евпатора, в повязке вправо. Справа — палица. Точечный ободок. На реверсе монеты изображена голова императора Антонина Пия в венке вправо, точечный ободок. Внизу — ANY. Датируется 155 г н.э[5].
- Статер, электровый. Вес 7,75 г. Диаметр — 20 мм. На аверсе изображен бюст царя Евпатора в повязке вправо, на стороне монеты — точечный ободок. На реверсе монеты — голова императора Антонина Пия в венке вправо, точечный ободок. Датируется 155 г н. э.[5].
- Статер, электровый. Вес 7,75 г. Диаметр — 20 мм. На аверсе монеты изображен бюст царя Евпатора, в повязке вправо. Справа — палица. Точечный ободок. На реверсе монеты изображена голова императора Антонина Пия в венке вправо, точечный ободок. Внизу — ANY. Датируется 155 г н.э[6].
- Статеры 156 г н. э. и более поздних годов чеканки, либо имели подобный дизайн к тем монетам, которые чеканились в 154 г н. э. и 155 г н. э., либо имели незначительное изменение деталей в оформлении. На реверсе монеты справа от изображения императора размещалось копье[7][8][9][10].
- 161 г н. э. датирован статер, на реверсе которого бюсты императоров Марка Аврелия и Луция Вера расположены лицом друг к другу, Внизу HNY, точечный ободок. На аверсе — бюст императора Евпатора[11].
- Сестерций — МН — 48 унций. Материал — бронза, вес — 13 г, диаметр — 27 мм. На аверсе изображение бюста царя Евпатора в повязке вправо, справа трезубец и точечный ободок. На реверсе монеты МН, вокруг венок и точечный ободок[12].
- Сестерций — МН — 48 унций. Материал — бронза, вес — 13 г, диаметр — 24 мм. На аверсе бюст императора Аврелия слева и царя Евпатора справа, размещены лицом друг к другу. Точечный ободок. На реверсе — царь на коне вправо, снизу под чертой МН, точечный ободок[13].
- Сестерций — МН — 48 унций. Материал — бронза, вес — 13 г, диаметр — 24 мм. На аверсе бюст царя Евпатора слева, справа размещена Афродита в короне. На реверсе — царь на коне вправо[13].
- Сестерций — МН — 48 унций. Материал — бронза, вес — 13 г, диаметр — 24 мм. На аверсе бюст царя Евпатора слева, справа размещена Афродита в короне. На реверсе изображена Ника, с вытянутой правой рукой, в которой она держит венок, в левой руке ветвь. Слева буква М, справа Н, точечный ободок[13].
- Сестерций — МН — 48 унций. Материал — бронза, вес — 13 г, диаметр — 24 мм. На аверсе бюст царя Евпатора слева, справа размещена Афродита в короне, повернуты лицом друг к другу. На реверсе изображено МН, вокруг надписи венок и точечный ободок[14].
- Сестерций — МН — 48 унций. Материал — бронза, вес — 13 г, диаметр — 24 мм. На аверсе бюст царя Евпатора слева, справа размещена Афродита в короне, повернуты лицом друг к другу. Точечный ободок. На реверсе изображен щит, позади которого находиться копье, развернутое острием вверх. Рядом изображаются голова лошади, секира, шлем и меч в ножнах. Внизу, с левой стороны от древка копья М, с правой стороны Н и точечный ободок[14].